# Personaggi di Scott Pilgrim

Logo del fumetto

Questa è la lista dei personaggi di Scott Pilgrim, serie a fumetti di Bryan Lee O'Malley. La maggior parte di essi appaiono anche nel videogioco e nel film omonimi, entrambi usciti nel 2010, e nell'anime del 2023.

## Personaggi principali

### Scott Pilgrim
Protagonista della serie. Ha ventitré anni (ventidue nel film e ventiquattro nei volumi 5 e 6) e suona il basso nei Sex Bob-Omb, un gruppo indie rock. È di carattere fragile e sensibile, è paranoico, non fuma, e sostiene di bere alcolici "solo occasionalmente". Soffre di problemi di memoria dovuti alla fine della relazione sentimentale con Envy Adams, che ha conosciuto mentre frequentava il college (ma che, secondo i suoi amici, sarebbero in realtà causati dalla sua stupidità). All'inizio della storia, Scott è disoccupato, ma, grazie al suo amico Stephen, riesce a trovare lavoro come lavapiatti presso il ristorante vegetariano The Happy Avocado. Il suo nome è ispirato all'omonima canzone dei Plumtree. Scott ha dentro di sé una controparte oscura, Nega Scott, che fatica ad accettare.
Dopo aver lasciato Envy, Scott inizia a frequentare Knives Chau per poi iniziare una relazione con Ramona Flowers, ma è costretto ad affrontare in combattimento a turno tutti gli ex fidanzati di quest'ultima (la Lega dei malvagi ex), comandati dal misterioso "Gideon". Benché pecchi di intelligenza, Scott è abilissimo nel combattimento a mani nude e con la spada, e riesce a sconfiggere i suoi avversari con l'astuzia. Riesce anche a liberare Ramona dal controllo mentale di Gideon sconfiggendolo.
Scott Pilgrim è stato accolto positivamente da molti siti e riviste specialistiche. È stato infatti piazzato all'ottantacinquesimo posto nella classifica dei migliori personaggi dei fumetti di tutti i tempi stilata da Wizard, mentre Empire lo considerò il quarantesimo personaggio migliore di sempre sostenendo che egli sarebbe "uno dei ventenni più autentici mai apparsi" nel mondo dei fumetti. In una classifica dedicata ai migliori eroi dei fumetti stilata da IGN, Scott venne inserito alla posizione numero 69 perché sarebbe "un vero nerd che combatte contro i cattivi in modo epico" che muta il suo carattere nel corso dell'arco narrativo. O'Malley ha dichiarato che Scott non è ispirato a nessuna persona in particolare. Il protagonista è interpretato da Michael Cera nell'adattamento cinematografico del fumetto ed è doppiato dallo stesso Cera nel cortometraggio animato Scott Pilgrim vs. The Animation.

### Ramona Flowers

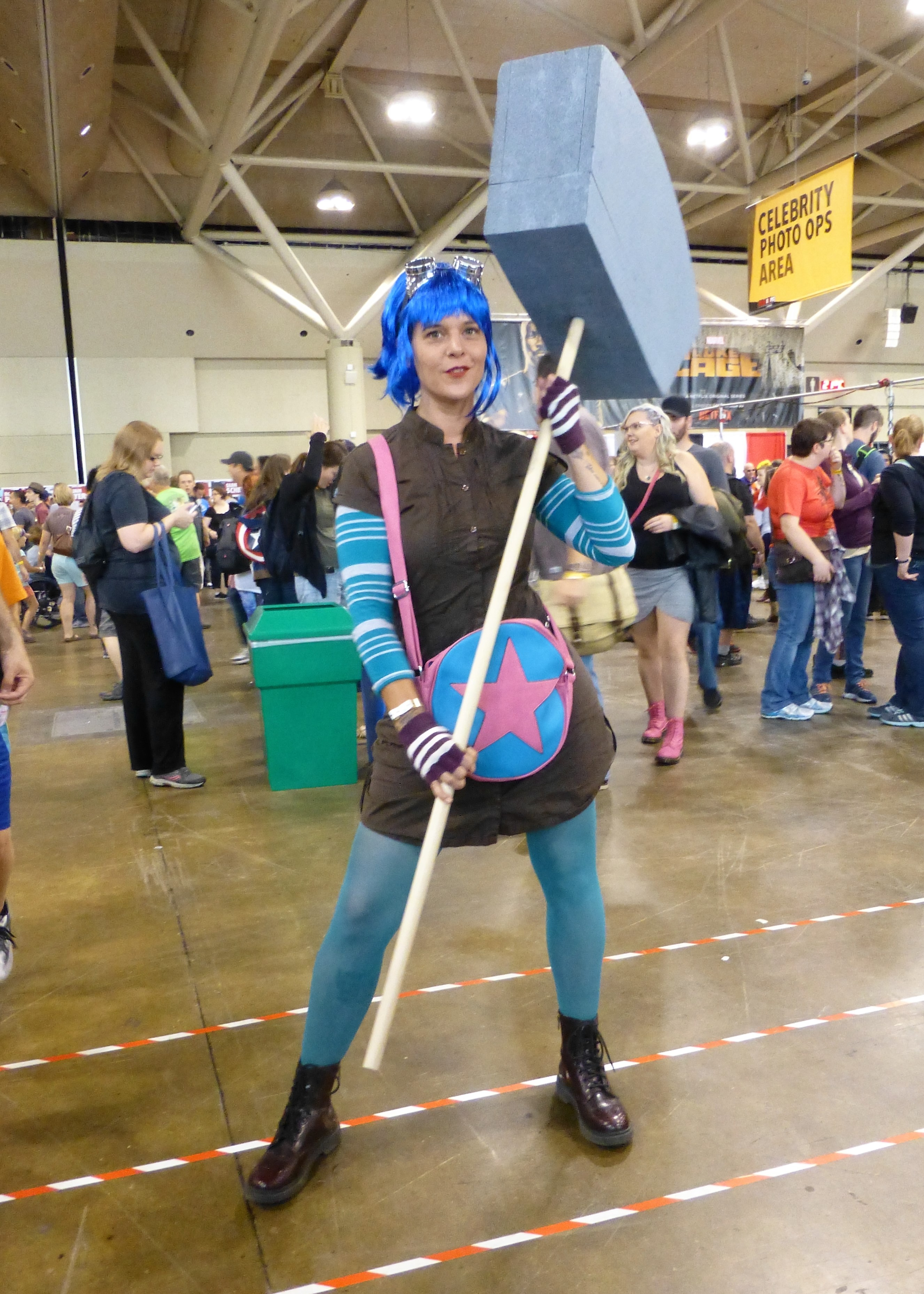
Cosplayer di Ramona

La ragazza di Scott. Si tratta di un'avvenente ventiquattrenne di New York che vive e lavora a Toronto come corriere per Amazon. Nonostante sia sicura di sé, non ama parlare del suo passato, e diventa ansiosa quando viene menzionato Gideon, che le controlla la mente con i suoi poteri. Cambia il colore della sua capigliatura ogni tre settimane in quanto, secondo quanto afferma O'Malley, è alla costante ricerca di sé stessa. È in grado di viaggiare con il subspazio e, durante lo scontro con Roxy Richter, si dimostra abilissima a maneggiare un grosso martello che tiene nascosto nella sua borsetta. Dopo essersi trasferita a Toronto, Ramona inizia una relazione con Scott, che si ritrova costretto ad affrontare in combattimento gli ex fidanzati di lei. Durante la storia, lotterà a fianco del protagonista e verrà costretta a rimettersi temporaneamente con Gideon, ma sarà salvata da Scott, che riuscirà a sconfiggere il leader della Lega. Ramona Flowers si è classificata settantesima nella lista delle "100 donne più sexy nei fumetti" di Comics Buyer's Guide. Nel film è interpretata da Mary Elizabeth Winstead.

## Lega dei malvagi ex

### Matthew Patel
Primo malvagio ex fidanzato di Ramona. È un ragazzo indo-canadese che ha avuto una relazione durata una sola settimana con la ragazza. Dice di vestirsi da pirata perché "va di moda". Grazie ai suoi poteri mistici, è in grado di volare, lanciare palle di fuoco ed evocare dei "demoni hipster". Viene sconfitto da Scott nel club Rockit durante un concerto dei Sex Bob-Omb. Nel film è interpretato da Satya Bhabha, mentre i suoi demoni sono impersonati da Christine Watson.

### Lucas Lee
È il secondo malvagio ex. Si tratta di uno skater e star del cinema arrogante e poco intelligente. Combatte a mani nude o utilizzando il suo skateboard, mentre nell'adattamento cinematografico viene anche supportato dalle sue numerose controfigure. Viene scambiato da Scott per lo skater e attore Jason Lee, a cui lo stesso personaggio è ispirato. Viene battuto da Scott quando questi lo convince a eseguire un pericoloso numero con lo skateboard che si rivela a lui fatale. Nella trasposizione cinematografica del fumetto, Lucas è interpretato da Chris Evans.

### Todd Ingram
Terzo malvagio ex di Ramona, fidanzato di Envy Adams, e bassista dei Clash at Demonhead. È molto arrogante, narcisista, insensibile, e risulta essere un bugiardo patologico. Durante la trama, si scopre che ha intrecciato una relazione segreta con la batterista dei Clash at Demonhead Lynette e altre ragazze. Combatte Scott servendosi dei suoi poteri psichici dovuti alla sua dieta vegana (sebbene stia consumando segretamente cibi non vegani). Durante lo scontro fra lui e Scott, quest'ultimo riesce a convincerlo con l'inganno a consumare un alimento non vegano. Ciò fa giungere sul posto la "polizia vegana" che gli fa perdere i poteri dando a Scott la possibilità di sconfiggerlo facilmente. È interpretato da Brandon Routh nel film Scott Pilgrim vs. the World.

### Roxie Richter
Quarto membro degli ex malvagi di Ramona e unica ragazza del gruppo, era un tempo la compagna di stanza di Ramona quando le due frequentavano il college insieme. È un'abile artista che ha insegnato le tecniche del combattimento a Ramona e tutto ciò sa sul subspazio. Dal momento che Scott non accetta l'idea di scontrarsi con una ragazza, verrà affrontata e sconfitta grazie all'aiuto di Ramona, che utilizza letteralmente Scott come una spada. Scott decide di combatterla utilizzando la spada del "potere dell'amore" (un riferimento a The Power of Love di Huey Lewis and the News) facendola esplodere dopo averla colpita nel suo punto debole. Nel film, ove il suo nome viene riportato con la grafia "Roxy", è interpretata da Mae Whitman.

### Kyle e Ken Katayanagi
Rispettivamente il quinto e il sesto ex di Ramona. Sono due gemelli giapponesi affermati produttori di musica elettronica ed esperti di robotica che combattono servendosi delle loro avanzatissime tecnologie. Dopo aver scoperto di essere stati traditi a vicenda da Ramona, i due collaborano insieme per separarla da Scott, ma vengono comunque annientati da quest'ultimo. Diversamente, in Scott Pilgrim vs. the World i gemelli Katayanagi affrontano in combattimento tutti i Sex Bob-Omb, ma questi ultimi riescono a prevalere dopo aver evocato uno yeti che schiaccia i due ragazzi giapponesi. Kyle e Ken sono interpretati da Shota e Keita Saito nella pellicola tratta dal fumetto, e sono doppiati da Julian Cihi nella serie animata.

### Gideon Gordon Graves
È il leader della Lega dei malvagi ex, nonché il principale antagonista della serie. È un giovane produttore di musica indipendente malvagio, manipolativo e passivo-aggressivo capace di manipolare la mente dei suoi nemici con i suoi poteri. Colleziona ex fidanzate, che tiene racchiuse in cabine ultra-tecnologiche. Viene spesso soprannominato "G-Man". Prima degli eventi della trama, Gideon e Ramona si sono conosciuti negli USA e questi l'avrebbe fatta "lavorare per lui". Caduto in depressione dopo essere stato lasciato dalla ragazza, che è andata a vivere in Canada, Gideon fonda la Lega, composta da tutti gli ex fidanzati di Ramona, per sconfiggere Scott e tornare con lei. Quando scopre che Gideon sta partecipando all'inaugurazione del suo nuovo club "Chaos Theatre Toronto", Scott lo raggiunge e lo affronta in combattimento, sconfiggendolo e liberando Ramona dal controllo mentale che l'ex fidanzato esercita su di lei. Gideon è interpretato da Jason Schwartzman nella trasposizione cinematografica del fumetto.

## Personaggi secondari

### Wallace Wells
Coinquilino di Scott. Ha venticinque anni, e si dimostra più intelligente, responsabile e maturo del protagonista. Durante la trama, aiuta il protagonista a superare le sue paure. Pare che Wallace abbia in insegnato le sue tecniche di combattimento al protagonista in quanto Scott lo definisce un "terribile maestro". Wallace è gay, e ha un compagno di nome Mobile. O'Malley ha dichiarato che Wallace è ispirato a un suo conoscente. In Scott Pilgrim vs. the World è interpretato da Kieran Culkin.

### Knives Chau
Una liceale diciassettenne di origini cinesi abilissima con le armi da taglio. Ha una breve relazione con Scott, ma viene lasciata da lui dopo poco tempo. Quando scopre di essere stata lasciata per Ramona, Knives inizia a provare per lei un profondo risentimento che la porta a ingaggiare dei combattimenti con la nuova fidanzata di Scott. In seguito, le due decidono di andare d'accordo e Knives inizia una relazione con il giovane Neil, ma continua a essere innamorata di Scott. È interpretata da Ellen Wong nel film tratto dal fumetto.

### Stephen Stills
Cantante e chitarrista dei Sex Bob-omb. Ha ventitré anni e lavora come cuoco nel ristorante vegetariano The Happy Avocado. Stephen ha una relazione travagliata con Julie Powers, che teme possa provare dei sentimenti per Knives. È laconico, ma anche parecchio irritabile e a volte nevrotico. Nel quinto volume, rivela a Scott di avere iniziato una relazione con un altro ragazzo, Joseph. Stephen è impersonato da Mark Webber in Scott Pilgrim vs. the World.

### Kim Pine

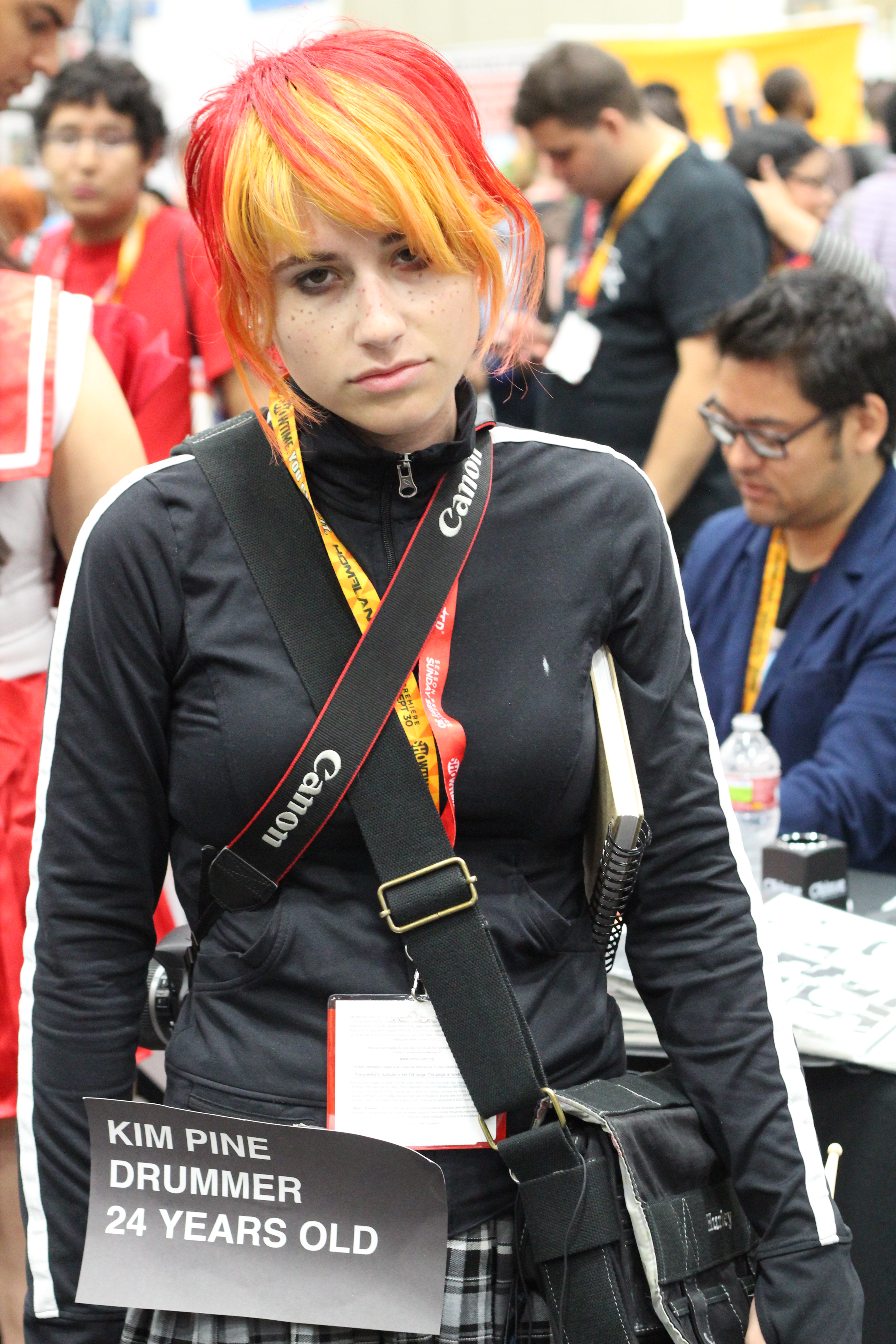
Cosplayer di Kim

Batterista dei Sex Bob-omb, è stata la prima ragazza di Scott. Ha ventitré anni e lavora al No-Account Video. Cinica, sarcastica e misantropa, Kim mal sopporta l'inettitudine di Scott, ma sembra ancora provare qualcosa per lui. Kim prende il nome da un altro personaggio di Style, un altro fumetto di O'Malley. Il creatore della serie dichiara che lei è triste insicura perché, essendo bruttina, "non si sente a proprio agio". Kim è interpretata da Alison Pill nel film Scott Pilgrim vs. the World.

### Neil Nordegraf
È il più grande ammiratore dei Sex Bob-Omb, che lo soprannominano "giovane Neil", nonché coinquilino di Stephen Stills. Neil ha venti anni, è apatico e passa le giornate giocando ai videogame. Ad un certo punto, diventa scontroso perché si sente trascurato dai suoi amici e inizia a fumare. Ha una breve relazione con Knives. Neil è interpretato da Johnny Simmons nel film Scott Pilgrim vs. the World.

### Envy Adams
Affascinante e carismatica cantante e tastierista dei Clash at Demonhead, ed ex fidanzata di Scott. Prima degli eventi narrati, era gentile, ma è diventata insensibile e aggressiva dopo aver rotto con il protagonista. Envy ha anche una relazione con Todd, ma lo lascia quando scopre che questi ha una relazione con altre ragazze. Più tardi, Envy ottiene un contratto discografico grazie a Gideon, inizia una breve storia d'amore con lui e decide di mettere fine ai dissidi che vi sono fra lei e il protagonista. Nella creazione di Envy, O'Malley ha dichiarato di essersi in parte ispirato ad Emily Haines e Asuka Sōryū Langley di Neon Genesis Evangelion. Envy è impersonata da Brie Larson nella pellicola tratta dal fumetto.

### Stacey Pilgrim
Sorella minore del protagonista. Ha diciotto anni e, nonostante sia molto pettegola, ha un carattere molto più maturo di quello di Scott. Lavora in un locale della catena Second Cup assieme a Julie, ed è amica di Ramona. Stacey prende il nome dalla sorella di O'Malley. È interpretata da Anna Kendrick nel film Scott Pilgrim vs. the World. 

### Julie Powers
Una conoscente di Scott di ventidue anni che lavora in un Second Cup assieme a Stacey. Irritabile e odiosa, tende a maltrattare tutti quelli con cui parla, compreso il suo ragazzo Stephen. Le piace tenere feste a tema nel suo loft. Julie è interpretata da Aubrey Plaza nel film Scott Pilgrim vs. the World.

### Lynette Guycott
È la batterista dei Clash at Demonhead. Ha una relazione segreta con Todd e aggredisce Knives quando si accorge che Envy si sente importunata dalle lusinghe della ragazza cinese. Ha un braccio robotico. Nella trasposizione cinematografica, Lynette è interpretata da Tennessee Thomas. 

### Lisa Miller
Vecchia amica di Scott e Kim e attrice di una soap opera canadese. Appare dapprima in un flashback nel secondo volume della serie e una seconda volta nel quarto albo, ove flirta con Scott facendo ingelosire Ramona. Appare anche in Scott Pilgrim vs. the Animation, dove è doppiata da Mae Whitman. Il suo nome è ispirato a un personaggio del fumetto Style, scritto da O'Malley.

### Padre di Knives
Un appassionato di spade da samurai. Quando scopre che Knives si è messa con Scott, suo padre attacca il protagonista perché incapace di accettare l'idea che lei si sia messa con un "ragazzo bianco". In un secondo momento, il padre di Knives decide di accettare la cosa.